# Ocnogyna berthina
Ocnogyna berthina är en fjärilsart som beskrevs av Thierry-mieg 1910. Ocnogyna berthina ingår i släktet Ocnogyna och familjen björnspinnare. Inga underarter finns listade i Catalogue of Life.